# 羅特齊格莫斯貝格山

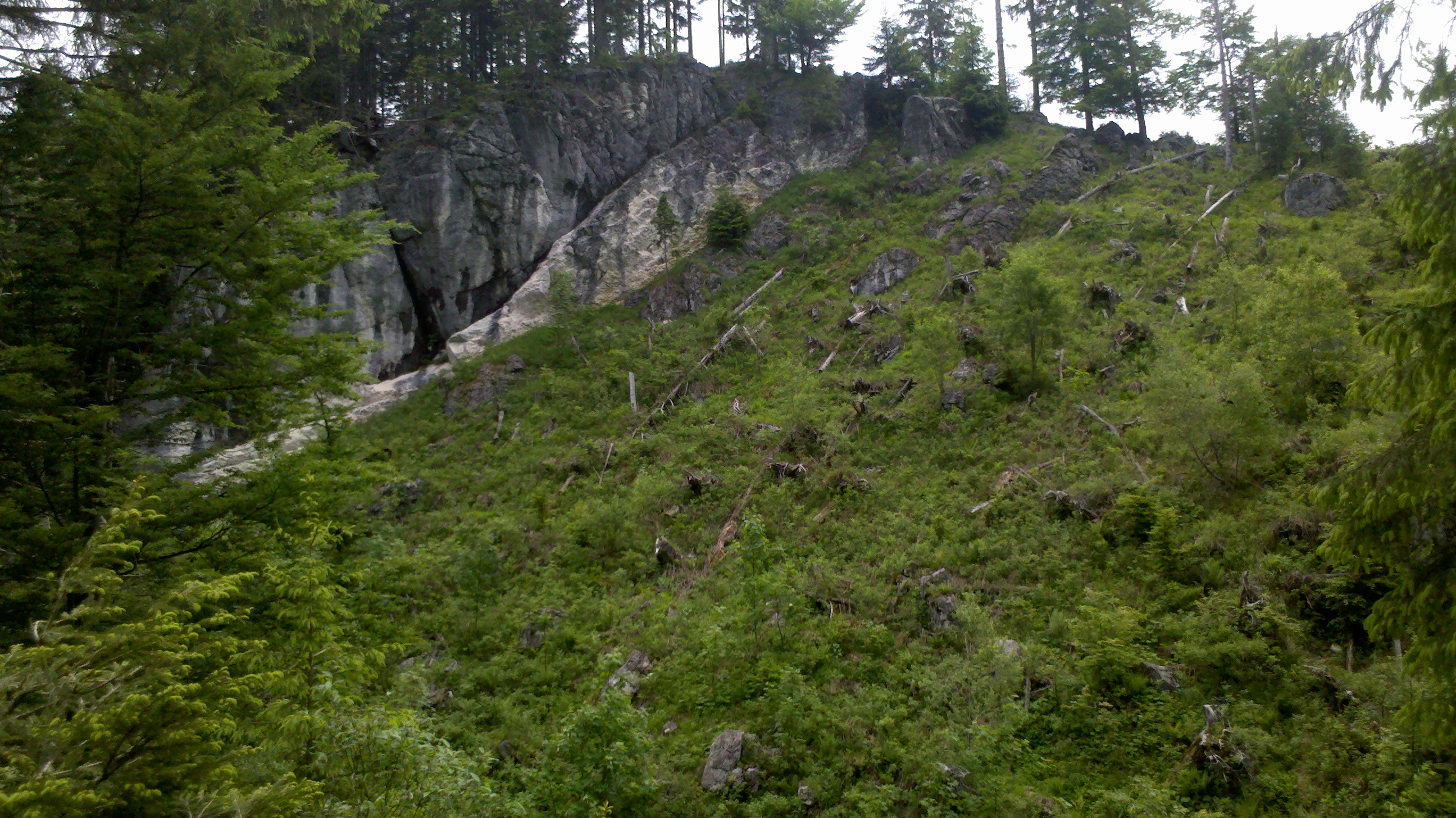

47°38′25″N 11°50′20″E / 47.64027°N 11.83891°E
羅特齊格莫斯貝格山（德語：Rotzigmoosberg），是德國的山峰，位於該國東南部，由巴伐利亞負責管轄，屬於巴伐利亞前阿爾卑斯山脈的一部分，距離拉訥山0.16公里，海拔高度1,198米，每年平均降雨量1,764毫米。